# Ololygon littoreus
Espèce
Synonymes
- Ololygon littorea Peixoto, 1988
- Scinax littoreus (Peixoto, 1988)

Statut de conservation UICN

 LC  : Préoccupation mineure
Ololygon littoreus est une espèce d'amphibiens de la famille des Hylidae.

## Répartition
Cette espèce est endémique de l'État de Rio de Janeiro au Brésil. Elle se rencontre jusqu'à 200 m d'altitude dans la région littorale de Maricá à Cabo Frio,.

## Publication originale
- Pyburn, 1988 : Sobre o "status" taxonomico de Hylacatharinae alcatraz B. Lutz 1973, com a descrição de uma nova espécie para o grupo "perpusilla" (Amphibia, Anura, Hylidae). Acta Biologica Leopoldensia, vol. 10, no 2, p. 253-267.